# Eroge
Eroge (japanska: エロゲー erogē, エロゲ eroge) är en typ av datorspel som kretsar kring ett sexuellt rollspel. Eroge har sitt ursprung i liknande spel av dejting-karaktär (bishōjo-spel eller galge – "girl game") men innehåller till skillnad från dessa nakenhet eller sexuella motiv.

## I andra medier
Eroge kan ofta få versioner i manga eller anime, eller själva vara baserade på visuella romaner. Exempel på eroge-baserad manga/anime är Kanon och Kimi ga nozomu eien.